# ルニャーノ・イン・テヴェリーナ
ルニャーノ・イン・テヴェリーナ（伊: Lugnano in Teverina）は、イタリア共和国ウンブリア州テルニ県にある、人口約1,400人の基礎自治体（コムーネ）。

## 地理

### 位置・広がり
テルニ県南東部のコムーネ。

#### 隣接コムーネ
隣接するコムーネは以下の通り。括弧内のVTはヴィテルボ県所属を示す。
- アルヴィアーノ
- アメーリア
- アッティリアーノ
- グラッフィニャーノ (VT)

### 気候分類・地震分類
ルニャーノ・イン・テヴェリーナにおけるイタリアの気候分類 (it) および度日は、zona E, 2127 GGである。
また、イタリアの地震リスク階級 (it) では、zona 3 (sismicità bassa) に分類される。

## 文化・観光
「イタリアの最も美しい村」クラブ加盟コムーネである。